# プラハの春
プラハの春（プラハのはる、チェコ語: Pražské jaro〔プラシュスケー・ヤロ〕、スロバキア語: Pražská jar〔プラシュスカー・ヤール〕、ロシア語: Пражская Весна〔プラーシュスカヤ・ヴェスナ〕、英語: Prague Spring）とは、1968年のチェコスロヴァキアで、アレクサンデル・ドゥプチェクの下で行われた短期間の経済的・政治的自由化、民主化のことを指す。
同年8月20日にソ連がワルシャワ条約機構軍を率いてチェコスロヴァキアに侵攻したことで終了した。

## 概要
1967年12月に開催されたチェコ共和国党中央委員会本会議が「プラハの春」の始原であり、1968年1月5日にアレクサンデル・ドゥプチェクがチェコ共和国共産党中央委員会第一書記（1953年から1971年までは「チェコ共和国共産党中央委員会第一書記」と呼ばれた）に選出されてから本格的に始まった。ドゥプチェクによる改革は、経済における一部の地方分権化と民主化を実施し、それによってチェコスロヴァキア国民に権利を付与することを目的としていた。報道の自由や言論の自由を認め、自国民の旅行に対する制限の緩和も含まれた。「プラハの春」とは、「国民にある種の自由を提供しよう」という政策であった。とくに、行政権限の地方分権化に対してソ連は苦々しく思っており、チェコスロヴァキアと交渉を重ねるも失敗に終わった。
1968年8月20日の深夜、ワルシャワ条約機構に加盟していた国々で構成された軍事部隊がチェコスロヴァキア社会主義共和国の領土を越えてなだれ込んだ。ソ連が指揮し、主導したワルシャワ条約機構の軍隊が、ドゥプチェクが実施しようとした自由化の改革を阻止・鎮圧するため、チェコスロヴァキアに侵攻した。この軍事侵攻の作戦名は「ドナウ作戦」(Операция «Дунай»)と名付けられた。1968年8月20日午後11時、「ドナウ作戦」が開始された。ソ連軍においては、陸軍大将のイヴァン・グリゴーリエヴィチ・パヴロフスキーがこの作戦の指揮を取った。ソ連はワルシャワ条約機構の50万人規模の軍隊と戦車を送り込み、チェコスロヴァキアを占領した。ソ連軍に加えて、ポーランド軍、ブルガリア軍、ハンガリー軍も侵攻に加わった。大統領のルドヴィーク・スヴォボダ(Ludvík Svoboda)と国防大臣のマルティン・ズール(Martin Dzúr)の命令により、チェコスロヴァキアの軍隊は戦闘に介入しなかった。1968年8月21日の早朝までに、チェコスロヴァキアはソ連軍に占領された。アレクサンデル・ドゥプチェクとその仲間たちは8月21日の朝に逮捕され、モスクワに連行された。プラハに戻されたのち、ドゥプチェクは1969年4月に共産党第一書記を辞任した。1969年4月17日、アレクサンデル・ドゥプチェクの後任として、グスターフ・フサーク(Gustáv Husák)がチェコスロヴァキアの指導者に就任した。
1968年8月23日から8月26日にかけて、モスクワにて、チェコスロヴァキアの代表とソ連の代表が会談を行い、8月27日に共同声明を発表し、モスクワ協定に署名し。ソ連軍の駐留を合法化し、1991年6月までソ連軍はチェコスロヴァキアに駐留し続けた。のちに、1991年6月30日までにチェコスロヴァキアの領土からソ連軍を撤退させる協定が締結され、ワルシャワ条約機構は1991年7月1日をもって失効し、消滅した。
チェコの歴史家、プロコップ・トメックとイヴォ・ペイチョフは、ソ連による軍事侵攻の犠牲者について、当初は「108人」と計上していたが、その後、「137人」に修正した。プロコップ・トメックによれば、ソ連軍は、侵略の初日だけで50人を射殺したという。この軍事侵攻によって500人が重傷を負った。ソ連兵に銃で撃たれ、その際にできた怪我が原因で死亡した者たちも出た。
この軍事侵攻に対し、中華人民共和国はソ連を非難した一方で、北朝鮮、北ヴェトナム、モンゴル人民共和国はソ連への支持を表明した。ユーゴスラヴィアとルーマニアは、チェコスロヴァキアに対して同情的な反応を見せ、ルーマニア、ユーゴスラヴィア、チェコスロヴァキアの間で、特別な関係が構築され始めた。ソ連から独立したいという共通の想いが、この同盟の締結に繋がった。チェコスロヴァキアへの軍事侵攻を受けて、ルーマニアとユーゴスラヴィアは自国の防衛を強化する措置を講じた。ルーマニアは「ルーマニアの領土内で軍事演習を実施する」というソ連の圧力に抵抗し、撥無に成功した。ルーマニアとアルバニアは、この侵攻に対する軍隊の派遣を拒否した。1968年8月24日、ユーゴスラヴィアとルーマニアは、チェコスロヴァキアへの軍事侵攻を非難する共同宣言を正式に発表した。アルバニアは1968年9月13日にワルシャワ条約機構から離脱するに至った。
1993年、ボリス・エリツィンはプラハを訪問し、「チェコスロヴァキアへの侵略は許されない行為だ」と述べた一方で、「その責任はソ連にあり、民主主義のロシアには責任は無い」と附言した。2006年にチェコを訪問したウラジーミル・プーチンは、「率直に申し上げるなら、ソ連は現在のロシアとは何の関係も無い」とした一方で、「チェコスロヴァキアへの侵略に対するロシアの道義的責任はあります」と述べた。
2019年12月5日、チェコ共和国の議会は、8月21日を「チェコスロヴァキアへの侵攻とその後の占領で命を落とした犠牲者を追悼する日」と認定する法律案を承認した。
恒例のプラハの春音楽祭の頃に始まったために「プラハの春」と呼ばれた。

## 背景

### アントニーン・ノヴォトニーの辞任

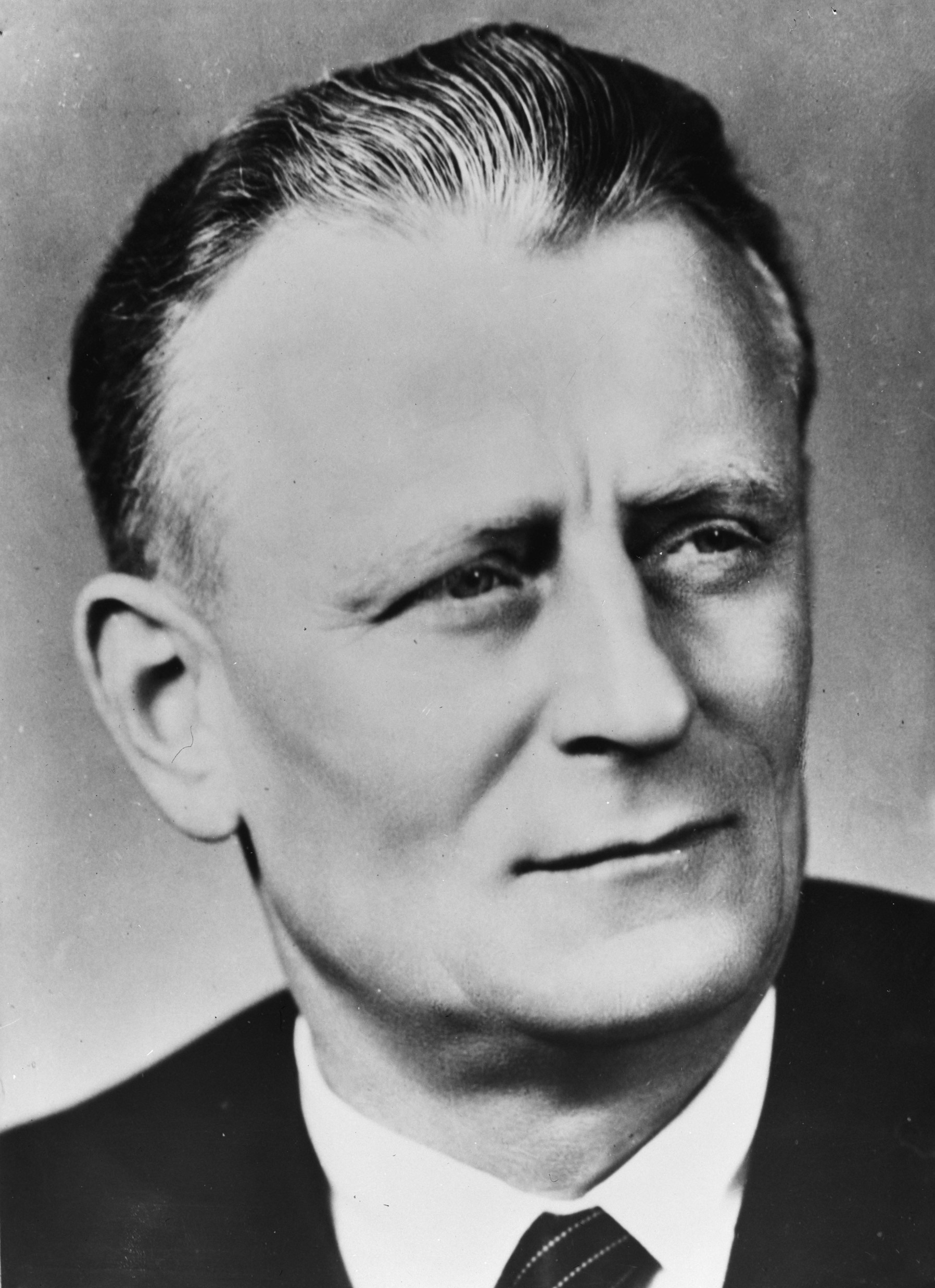
アントニーン・ノヴォトニー

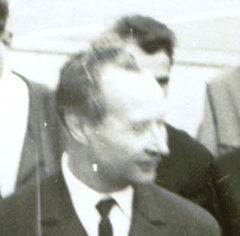
アレクサンデル・ドゥプチェク（1968年8月）

1960年代、チェコスロヴァキア社会主義共和国の経済は低迷状態にあった。チェコ共和国共産党中央委員会第一書記、アントニーン・ノヴォトニーは、ソ連共産党書記長、レオニード・ブレジネフをチェコに招待した。1967年12月8日、ブレジネフはプラハに到着し、イジー・ヘンドリッフ、ヨゼフ・レナールト、ヤロミール・ドランスキー、アレクサンデル・ドゥプチェクと会談した。
1967年8月、スロヴァキア人の団体であるマチツァ・スロヴェンスカーの本部の建物で記念祝賀会が開催された。彼らの施設を訪問したノヴォトニーは無礼な態度を取り、スロヴァキア国民がノヴォトニー政権を敵視するほどの事態となった。アレクサンデル・ドゥプチェクは「ノヴォトニーとスロヴァキア人の関係は、修復不可能なものとなった」と書いた。1967年12月19日、チェコ共和国共産党中央委員会本会議が開催された。ここでの議論は激しいものとなり、ヴァスィル・ビリャーク(Vasil Bilak)を含む数人がノヴォトニーの辞任を要求した。12月21日、中央委員会の委員たちは、自分たちの意見を明確に表明するよう求められた。議場にいた15人のうち、ノヴォトニーへの支持を表明したのは4人だけであった。この本会議では、経済学者のオタ・シークもノヴォトニーを批判した。
1968年1月、党中央委員会は、アントニーン・ノヴォトニーに対する不信任決議案を可決し、ノヴォトニーはチェコスロヴァキア共産党中央委員会第一書記（1953年から1971年までは「チェコ共和国共産党中央委員会第一書記」と呼ばれた）の役職を解任された。1968年1月3日から1月5日にかけて、チェコ共和国共産党中央委員会総会は、チェコ共和国共産党中央委員会第一書記と共和国大統領の職務を分離する趣旨を決定した。アントニーン・ノヴォトニーが共産党中央委員会第一書記の職を解任されたことに伴い、1968年1月5日、ノヴォトニーの後任として、アレクサンデル・ドゥプチェクが党中央委員会第一書記に就任した。1968年3月22日、アントニーン・ノヴォトニーは大統領の役職も辞任し、1968年3月30日、ルドヴィーク・スヴォボダ(Ludvík Svoboda)がチェコスロヴァキアの大統領に就任した。チェコスロヴァキア社会主義共和国国民議会の議長にはヨゼフ・スムルコフスキー(Josef Smrkovský)が就任した。1968年4月6日、ヨゼフ・レナールトが首相を辞任し、その後任として、オルドジフ・チェルニーク(Oldřich Černík)が就任した。

### 「人間の顔をした社会主義」
1956年2月、ソ連共産党第20回党大会が開催された。これに登場したニキータ・フルシチョフが行ったスターリン批判により、ヨシフ・スターリンの時代に見られた圧制、法律違反、粛清の恐怖、罪無き人々が大量に殺された事実が暴露された。モスクワにある政治大学で学んでいたドゥプチェクは、これらの出来事について級友と体験・共有し、スターリンに対する批判的な見方に共感を覚えた。モスクワにて、スターリンの犠牲となった者たちの社会復帰や名誉回復を目撃したドゥプチェクは、1951年から1953年にかけて迫害されたスロヴァキアの共産主義者の社会復帰を推進した。スターリンによる粛清の犠牲となった者たちの社会復帰や名誉回復を目指すドラホミール・コルデルは、コルデル委員会の委員長を務めた。ドゥプチェクは1962年にこの委員会の設立を支持し、その委員の一人として名を連ねた。コルデル委員会は、「共産主義者に対する裁判は、捏造されたものであり、違法である」との結論を下した。コルデル委員会で出された決議に基づき、ドゥプチェクは1950年代に迫害されたグスターフ・フサークを始め、スロヴァキアの共産主義者たちの社会復帰を主張した。1952年11月に行われたスラーンスキー裁判で死刑判決を受けて殺されたルドルフ・スラーンスキー(Rudolf Slánský)を含め、400人以上の共産主義者が名誉回復となった。スラーンスキー裁判は、スターリンの圧力のもとで開催されたでっちあげの政治裁判であった。
ソ連共産党第20回党大会でフルシチョフが展開したスターリン批判を受けて、ドゥプチェクとその仲間たちは、ソ連およびスターリニズムによる社会主義様式に対する認識について「一貫性は無く、体系的でもなかったが、世界において画期的な出来事であった」と述べた。
ノヴォトニーの辞任に伴い、チェコ共和国共産党中央委員会第一書記に就任したドゥプチェクは、「芸術的、科学的創造性を阻害するものはすべて取り除く必要がある」、「社会主義が勝利を収めたのち、社会の変革が始まる」と宣言した。これは「人間の顔をした社会主義」(Socialismus s lidskou tváří)と呼ばれ、政治や経済における自由化計画の開始であった。その中には、消費者産業に有利な経済の自由化のみならず、報道の自由、表現の自由、移動の自由、宗教の自由、複数政党制の導入も含まれ、ドゥプチェクは国の政治体制の改革を推進しようとした。「人間の顔をした社会主義」なる用語は、チェコの社会学者および哲学者、ラドヴァン・リヒタが初めて提唱した。「プラハの春」は、「国民にある種の自由を提供しよう」という政策であった。
1968年3月4日、検閲が廃止された。言論の自由はもちろん、集会を実施する自由も認められた。1968年6月26日の「法令第84号」に基づき、チェコの歴史において、検閲は初めて廃止となった。当時のチェコにおいて、少なくとも一年間は、報道、無線放送、テレビ放送は検閲の対象外であった。
1968年4月5日、チェコ共和国共産党中央委員会は、「チェコ共和国共産党行動計画」と題した政治綱領文書を発表した。党は、共産主義の「かつての異常」を浄化し、「我が国の状況と流儀に見合った形でこの国に社会主義を構築する」と述べ、経済、政治、社会的側面の観点から社会主義制度を改革する試みの概念を示した。なお、「『共産党の指導的役割」』は維持される」ことになった。この政治綱領には、「言論、報道、集会、宗教行事・儀式の自由を保障する」「企業の独立性を高め、兌換通貨を造り、民間事業を復活させ、西側諸国との貿易を拡大するための広範な経済改革を実施する」「独立した司法機関を設置する」「1949年から1954年にかけて不当に起訴された全ての人々の完全かつ公正な更生と、更生の影響を受けた人々に対する『道徳的、個人的および経済的補償』を実施する」「過去の迫害に関与した者たちについては、国の社会的および政治生活における重要な役職から罷免する」といった内容が盛り込まれた。検閲の廃止のみならず、国民が政府を批判する権利も含まれる。この計画におけるイデオロギーの基礎は、「社会主義は、労働者を搾取者の支配から解放することだけを意味するものではなく、資本主義社会における民主主義以上に、全ての個人に対して充実した生活を保障しなければならない」「秘密警察の権限は制限される」「チェコスロヴァキア社会主義共和国を連邦国家とする」というものであった。集会の自由や表現の自由は憲法で保障される、とした。外交政策に関しては、「西側諸国と同様に、ソ連および他の社会主義諸国との良好な関係を維持する」とした。
チェコ共和国共産党中央委員会は、「『プロレタリアートによる独裁』はその主要な歴史的使命を果たした。その後の発展は、社会主義的民主主義の創設につながるべきである」「中央集権的な指令に基づく意思決定の廃止は、国家管理に関係する全ての社会集団の参加の増加につながるはず」であり、これは「社会管理における科学と専門知識が強化されることで起こる」と発表した。「社会主義は、国民にさまざまな利益を与える余地を開放することによってのみ発展しうる。この考え方を前提として、社会主義は労働者の団結を民主的に成長させていくだろう」と書かれた。この文書には、社会における共産党の主導的な役割についても引き続き書かれてあるが、もはや「強い命令や行政命令」を前提としたものではなかった。
ドゥプチェクが発表したこの行動計画案では、改革は共産党による主導で進められる趣旨が規定されていたが、そこから数カ月以内に、改革を直ちに実施するよう国民からの圧力が強まった。反ソ連を主張する記事が新聞に登場し、チェコ社会民主党は別の政党を結成し始め、無所属の新たな政治団体も設立された。このような動きに対し、党内の保守派の議員たちは懲罰的措置の実施を要求したが、ドゥプチェクはあくまで穏健に振る舞い、共産党が主導する趣旨を改めて強調した。5月、ドゥプチェクはチェコ共和国共産党第14回党大会を1968年9月9日に召集する趣旨を発表した。この党大会では行動計画を党規約に組み込み、連邦化法案を起草し、新たな中央委員会を選出する予定であった。1968年6月27日、チェコ共産党員で作家のルドヴィーク・ヴァツリーク(Ludvík Vaculík)は、宣言書『二千の言葉 (二千語宣言)』(Dva tisíce slov)を発表し、これは新聞記事に掲載された。ヴァツリークは、改革を妨害しようとする共産党内の保守派を批判しており、チェコスロヴァキア国民自身もこの改革を積極的に推進するよう努めるべきである趣旨を示唆した。さらにこの宣言書では、「外部の国による軍事介入の可能性」についても言及しており、ヴァツリークはそれに備えるようチェコスロヴァキア国民に呼びかけている。ヴァツリークはこの宣言書の中で「最近、外国勢力が我が国の発展に干渉する可能性が出てきており、それに基づく重大な懸念が生じている」と書いた。この宣言書には10万人を超えるチェコスロヴァキア人が署名した。ヴァツリークのこの宣言書は、ドゥプチェクや共産党政府からも批判された。チェコ共和国共産党中央委員会常任幹部会は、『二千の言葉』を非難する決議を採択した。『二千の言葉』について、ソ連は「反革命的行動の呼びかけ」と表現した。レオニード・ブレジネフはアレクサンデル・ドゥプチェクに電話し、この宣言書の発起人や署名した者たちに対して措置を講じるよう要請した。
のちに首相となるペトル・ピトハルトは当時記者として、共産党の民主化路線を先を行く改革案を提示した。

### ソ連

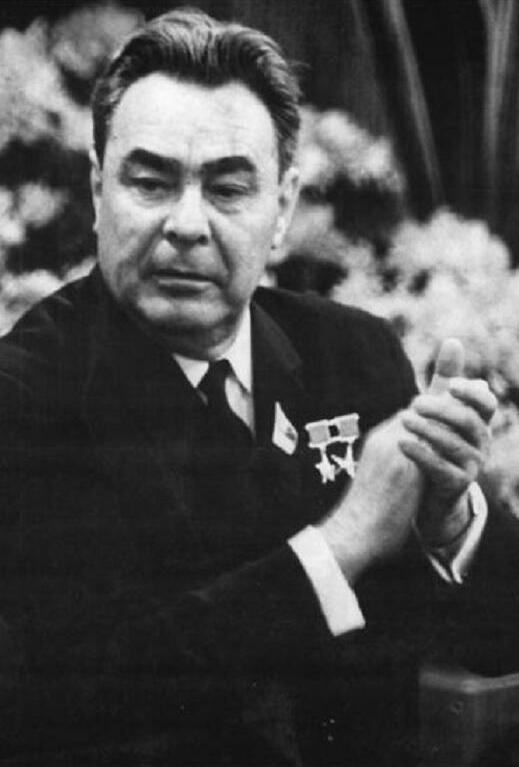
レオニード・ブレジネフ（1967年）

1968年3月末、ソ連共産党中央委員会は、チェコスロヴァキア情勢に関する機密情報を文書にしたため、党の活動家に送った。この文書では、チェコスロヴァキアにおける野党の結成や計画経済の放棄、西側との関係の拡大の追求について記述され、「事態が好ましくない方向に進展している」と憂慮の言葉が記述された。1968年3月23日、ドゥプチェクを含む党幹部たちは、ドレスデンで行われた、ワルシャワ条約機構加盟国の指導者たちとの会合に呼び出された。集まった者たちは、厄介な事態が起こるのではないか、との懸念を表明した。この会議で、ドゥプチェク率いるチェコ共和国共産党の指導部は批判に晒された。集まった共産指導者たちは、ドゥプチェクに対してこの改革の実施を止めるよう促したが、ドプチェクはこれを拒否した。さらにドゥプチェクは、「東ドイツのやっていることは、我が国に対する内政干渉だ」との非難の言葉を向けさえした。ドゥプチェクはこれらの改革案についての撤回を表明せず、中央委員会の会議では「今となっては、撤回も中止もできない」と発言していた。チェコスロヴァキアに対する批判は「忍び寄る反革命の動き」と表現された。
このドレスデンでの会談後、ソ連共産党の指導部は、軍事的措置を含めたチェコスロヴァキアに対する行動の選択肢についての検討を始めた。ドイツ社会主義統一党の指導者、ヴァルター・ウルブリヒト(Walter Ulbricht)、ブルガリア共産党書記長、トドル・ジフコフ(Тодор Живков)、ポーランド統一労働者党第一書記、ヴワディスワフ・ゴムウカ(Władysław Gomułka)は強硬路線を主張した。これはレオニード・ブレジネフにある程度の影響を与えた。また、ソ連はNATOの軍隊がチェコスロヴァキアの領土に進入してくる可能性を排除せず、チェコスロヴァキアとの国境付近にて、作戦名「Черный Лев」（「黒獅子」）と名付けた軍事演習を実施した。
1968年の春、ソ連軍参謀本部とワルシャワ条約機構の軍隊の指揮系統の統一が確立された。4月8日、ソ連空挺部隊の司令官、ヴァシーリー・マルゲロフ(Василий Маргелов)は指令を受け、その指令に従ってチェコスロヴァキアの領土内で空挺急襲部隊の運用の計画を開始した。指令書には「国家間の任務とワルシャワ条約機構に忠実なソ連およびその他の社会主義諸国は、迫りくる危険から祖国を防衛するチェコスロヴァキア人民軍を支援するため、軍隊を派遣しなければならない」と書かれた。
1968年4月から5月にかけて、ソ連の指導者らはアレクサンデル・ドゥプチェクを「説得」し、社会主義に反対する勢力の行動の危険性について注意を引こうとした。4月末、ワルシャワ条約機構加盟国の連合軍司令官、イヴァン・ヤクボフスキー(Іван Якубоўскі)は、 チェコスロヴァキアの領土内で実施する予定であるワルシャワ条約加盟国の軍事演習の準備のため、プラハに到着した。5月4日、レオニード・ブレジネフはモスクワにてアレクサンデル・ドゥプチェクと会談したが、物別れに終わった。5月8日、ソ連、ポーランド、東ドイツ、ブルガリア、ハンガリーの首脳による非公開の会議がモスクワで開催され、チェコスロヴァキア情勢に対して講じるべき措置について率直な意見交換が行われた。軍事力の行使による解決策の提案も出たが、ハンガリー社会主義労働者党書記長、カーダール・ヤーノシュ(Kádár János)は1956年10月のハンガリー動乱について言及し、「チェコスロヴァキアにおける危機は軍事的手段では解決できない」と述べた。
1968年6月20日から6月30日にかけて、ワルシャワ条約機構加盟国の連合軍による軍事演習が実施された。この軍事演習は「シュマヴァ」(Šumava)と名付けられた。6月18日、イヴァン・ヤクボフスキーはプラハに到着した。7月19日の時点で、チェコスロヴァキアの領土内には、約12000人のソ連兵、60両以上の戦車、20機以上の航空機が駐留していた。6月に実施されたこの軍事演習は、侵攻に向けた予行演習としての役割を果たした。軍事演習「シュマヴァ」が終了し、ソ連軍がチェコスロヴァキアの領土から撤退したのは1968年8月3日のことであった。1968年7月23日から8月10日にかけて、ソ連、東ドイツ、ポーランドで「ネマン後方演習」が実施され、その間にチェコスロヴァキアの領土に進入するための軍隊が再配備された。1968年8月11日、ウクライナの西部、ポーランド、東ドイツにて、防空部隊による「Небесный щит」（「空の盾」）と名付けられた大規模な軍事演習が実施された。
1968年7月5日、ソ連共産党中央委員会政治局の会議にて、「アレクサンデル・ドゥプチェクを辞任に追い込み、より信頼できる人物と交代させるにはどうすればいいか」が真剣に議論された。7月14日、ワルシャワ条約機構加盟国の二度目の会合が開催されたが、チェコスロヴァキアの指導者たちは招待されなかった。ソ連共産党の指導部は、ルドヴィーク・ヴァツリークが発表した宣言書『二千の言葉』に鋭く反応した。ワルシャワ条約機構加盟国の首脳たちは、「チェコスロヴァキアの社会主義体制が崩壊の危機を迎えている」と考えた。ソ連を含めて、彼らはチェコスロヴァキアで起こりつつある動きについて「反革命」と表現した。ヴァツリークによる『二千の言葉』について、ソ連は「反社会主義勢力による政治綱領である」と断じた。7月14日から7月15日にかけて開催されたワルシャワ条約機構加盟国の会議にて、「『二千の言葉』は、チェコスロヴァキアで反革命の動きが起こりつつある重要な証拠である」とした。7月16日、ソ連、東ドイツ、ハンガリー、ポーランド、ブルガリアの首脳は、「チェコスロヴァキアの政策は到底承服できない」との結論に至った。7月20日から7月21日にかけて、ソ連は、「ドゥプチェクが方針を転換するつもりが無いのであれば、ワルシャワ条約機構軍による軍事介入を準備する」と述べ、これは承認された。7月22日、「ワルシャワ条約機構加盟国は、チェコスロヴァキアにおける反革命の動きを阻止するため、プラハに進軍する」と宣言された。ドゥプチェクは再び拒絶し、「人間の顔をした社会主義」計画を継続する趣旨を改めて宣言した。しかし、クレムリンやワルシャワ条約機構の国々を味方に付けるためには、共産主義、ソ連、ほかの社会主義の兄弟国に対しても忠誠を誓わねばならなかった。ソ連とチェコスロヴァキアの最後の会談が行われた際、レオニード・ブレジネフは以下のように宣言した。
- 検閲を復活させること[48][64]
- 社会主義に反対する団体を廃止すること、新たな政党や政治団体の設立の禁止[48]
- 党内にいる改革派の政治家を全員粛清すること
- これらをドゥプチェクに承認してもらいたい

しかし、ドゥプチェクはブレジネフの要求を拒否した。ブレジネフに同行したミハイル・スースロフ(Михаи́л Су́слов)は、ドゥプチェクの提唱した改革案に対して「異端の政策」と呼んだ。ワルシャワ条約機構の加盟国の指導者たちは、チェコスロヴァキアの社会主義の利益の防衛はチェコスロヴァキアだけの任務ではなく、ワルシャワ条約機構の全ての加盟国の相互の任務でもある趣旨を宣言した。だが、ドゥプチェクはワルシャワ条約機構の宣言を拒否し、ソ連との二国間協議を要請した。
1968年7月27日、ドゥプチェクは「チェコスロヴァキアは改革政策から後退しない」と宣言した。
1968年7月29日から8月1日にかけて、チエルナ・ナト・ティソウにて、チェコとソ連は二国間協議を実施し、交渉を行った。ソ連共産党の指導部にとって、この会談はチェコスロヴァキアの共産指導者たちの権力独占を取り戻させるための最後の試みとなった。ソ連はチェコに対し、報道機関を統制下に置き、野党や政治団体を解散させ、共産党の指導力の弱体化に繋がる人間を粛清するよう伝えた。アレクサンデル・ドゥプチェクは、1968年9月9日にプラハで開催予定のチェコ共和国共産党中央委員会党大会の場でそれを実施する趣旨を漠然と伝えたが、ソ連はすぐにこれらを実施するよう要求した。ドゥプチェクは「人間の顔をした社会主義」を認めてもらおうとした。チェコ側のワルシャワ条約機構への忠誠と、あらゆる反社会主義的傾向から距離を置く趣旨を確認すると、ブレジネフも妥協した。チェコ側は、チェコ社会民主党の再創設を許さず、報道規制をより厳しくする趣旨を約束した。ソ連は、軍事演習「シュマヴァ」以来、チェコスロヴァキアに駐留していた軍事部隊をチェコスロヴァキアから撤退させ、1968年9月9日のチェコ共和国共産党の党大会の開催を認める、と約束した。この会談で、8月3日にブラティスラヴァ(Bratislava)にてワルシャワ条約機構の他の加盟国と会談を行うことに決まった。8月3日、ブラティスラヴァにて、ソ連、チェコスロヴァキア、ほかの社会主義国家の代表も参加した会合が開かれた。この日、「ブラティスラヴァ宣言」なる共同宣言が発表され、出席した首脳たちはこれに署名した。彼らは、マルクス・レーニン主義思想に対する忠誠、プロレタリア国際主義に対する忠誠、資本主義との戦い、そして、「あらゆる反社会主義勢力」と闘う趣旨を確認した。また、このブラティスラヴァ宣言では「我らが兄弟政党は、社会主義の国同士の間柄に楔を打ち込む行為を決して許さない」「相互支援でもって、困難な状況に対処する」との声明が出された。「ブラティスラヴァ宣言」が出されたのち、ソ連はチェコスロヴァキアの領土から軍隊を撤退させたものの、国境沿いには待機させていた。ソ連は、複数政党制が導入された場合、ワルシャワ条約機構加盟国が介入する意向を表明した。その後、数日間に亘り、ドゥプチェクとブレジネフは電話会談を実施した。ブレジネフは、「ワルシャワ条約機構加盟国の首脳たちは、チェコスロヴァキアで起こりつつある事態について好ましく思っておらず、社会主義の発展に対する脅威だ、と考えている」と、ドゥプチェクにはっきりと告げた。ブレジネフはドゥプチェクに対し、事態の急展開を共産党指導部が遅らせることができないのであれば、あらゆる手段を用いてでも事態の進展に介入する可能性とその必要性についてを繰り返し示唆した。これに対してドゥプチェクは、「これはチェコスロヴァキア国内の問題である」と述べたうえで、「他の社会主義国家に対する義務は失われていない」とブレジネフに告げたが、ブレジネフはこれに得心しなかった。1968年8月13日、最後の電話会談が行われた際、ブレジネフはドゥプチェクのことを信用しておらず、「チェコスロヴァキアにおける社会主義の発展を防衛するにあたり、やむを得ず実力行使に出ることになるだろう」と告げた。しかし、ドゥプチェクは「自分が適切だと思える行動を取るだけだ」と答えたのみであった。なお、チエルナ・ナト・ティソウとブラティスラヴァでソ連と交わした約束を遵守していない、という批判に対し、ドゥプチェクは「全く根拠が無い」と反論した。8月17日、ハンガリーのカーダール・ヤーノシュは、アレクサンデル・ドゥプチェクと非公式の会談を行った。カーダールは、チェルナ・ナト・ティソウとブラティスラヴァ会議で出された結論および交わされた約束を履行しなければ、この上なくまずい事態を招来する可能性がある趣旨をドゥプチェクに伝えた。8月3日の「ブラティスラヴァ宣言」では、ソ連はチェコに対し、検閲の再導入や「違法組織団体」の禁止に加えて、チェコスロヴァキア国民戦線中央委員会委員長、フランティシェク・クリーグル(František Kriegel)をチェコ共和国共産党中央委員会委員長の役職から解任するよう伝えた。ドゥプチェクは承認したが、実際にはそのような処置は取らなかった。

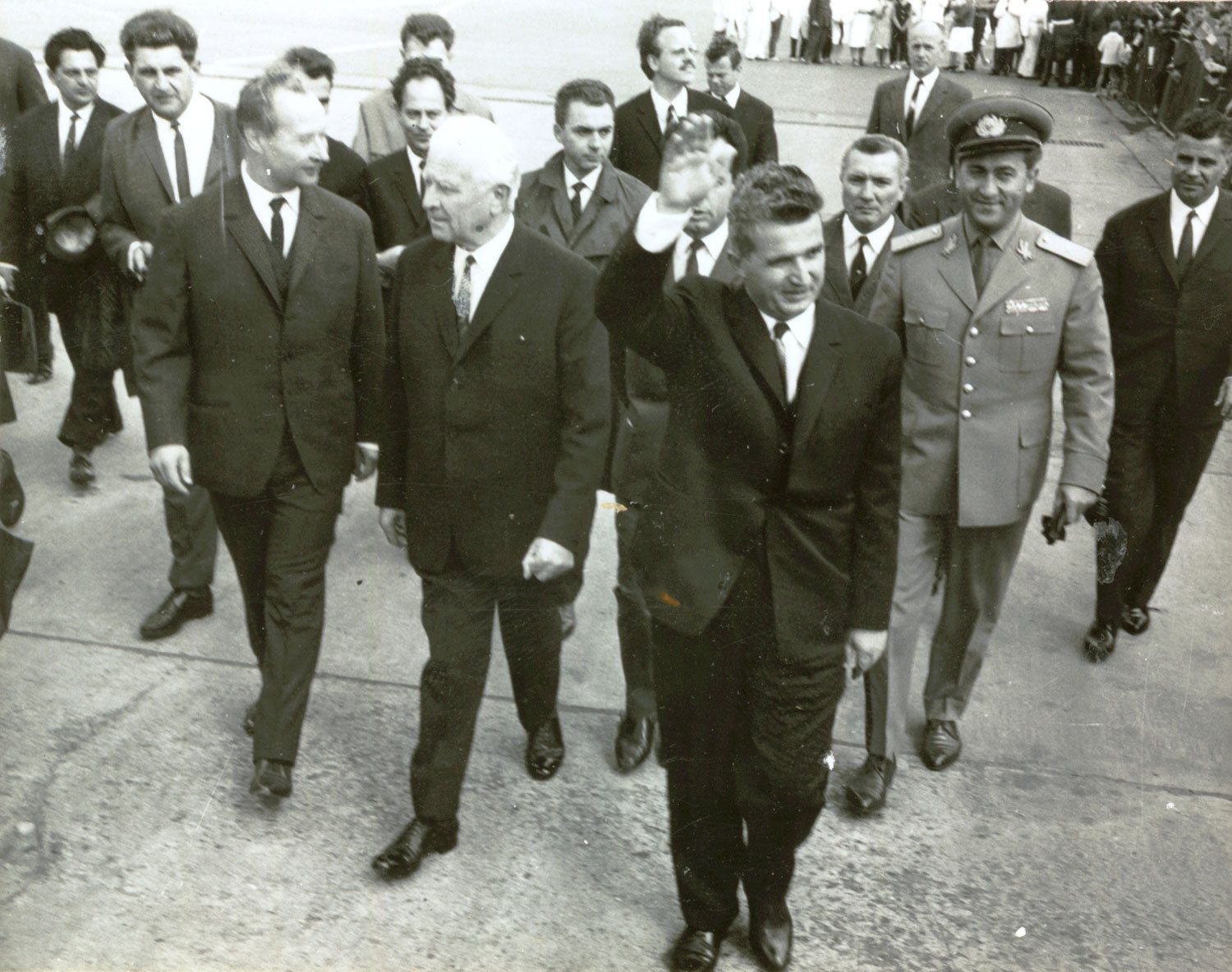
1968年8月、チェコスロヴァキアを訪問するニコラエ・チャウシェスク

1968年8月9日、ユーゴスラヴィアの共産指導者、ヨシップ・ブロズ・ティトー(Јосип Броз Тито)がプラハを公式訪問した。ティトーは、「チェコスロヴァキアとユーゴスラヴィアの友情万歳！」と叫んだ。ティトーのプラハ訪問に対し、モスクワは、チェコスロヴァキアがティトーのやり方を模倣するのではないか、と疑った。8月16日には、ルーマニアの共産指導者、ニコラエ・チャウシェスク(Nicolae Ceaușescu)もプラハを訪問し、アレクサンデル・ドゥプチェクと会談し、友好、協力、相互扶助の条約に署名し、ドゥプチェクとの連帯を表明した。また、ティトーとチャウシェスクは、1968年8月24日と9月4日にルーマニアとセルビアの国境で会談している。
1968年8月15日から8月17日にかけて、ソ連共産党中央委員会政治局とソ連共産党中央委員会拡大委員会の委員たちは、チェコスロヴァキアへの軍事介入の可能性について議論したのち、軍事介入を正式に決定した。軍事介入の正当性について疑っていたソ連の当局者たちは、最終的には「国家の安全が脅かされている」という共通認識の意見に従った。当時、ソ連軍が駐留していない同盟国は、チェコスロヴァキアとルーマニアだけであった。1950年代までは、ルーマニアにもソ連軍が駐留していたが、1955年、ニキータ・フルシチョフ(Ники́та Хрущёв)がルーマニアを訪問した際、当時のルーマニアの指導者、ゲオルゲ・ゲオルギウ＝デジ(Gheorghe Gheorghiu-Dej)は、ルーマニア国内に駐留しているソ連軍を撤退させるよう要求した。1950年代の終わりまでに、ソ連はルーマニアから最後の赤軍を撤退させた。ソ連軍の撤退は1958年8月15日までに完了することが明記され、ソ連はこの期限を順守した。ドイツに直接隣接する戦略的領土を持つ同盟国を失うことは、ソ連の安全保障に対する直接の脅威を意味した。政治局がこの決定を下すのに三日を要したのは、 意見の対立があったことを示唆している。ソ連の意思決定については、利益相反の領域であり、КГБをはじめ、介入推進派が広めた偽情報の影響を受けていただけでなく、ソ連の意思決定の過程においては、確立された古い保守的な考え方を持つ官僚や顧問が配置されたマルクス・レーニン主義における独断主義に由来する。彼らはしばしば、モスクワの指導部が聞きたがっているであろうと考えた話だけを報告していた。ブレジネフの時代のソ連の意思決定の手順は、集団指導方式の影響を受けた。ソ連の代表者たちは、基本的な外交政策問題について独力で決定することはできず、そうするだけの充分な権限が無かった。政治局の内部の活動は、人事上の葛藤や個々の委員たちの影響力の対立と密接に関係していた。政治局において最も重要な決断を下すのは国防評議会であり、レオニード・ブレジネフがこの議長を務めていた。チェコスロヴァキアの運命を決定するうえで政治局内で最も重要な発言権を握っていたのは軍の代表者であり、彼らはすでに軍事介入を支持していた。国防大臣でソ連邦元帥のアンドレイ・グレチコ(Андре́й Гре́чко)、ドミートリイ・ウスチーノフ(Дми́трий Усти́нов)、イヴァン・ヤクボフスキー(Іван Якубоўскі)、陸軍大将のセルゲイ・シュチミェンコ(Серге́й Штеме́нко)、イヴァン・グリゴーリエヴィチ・パヴロフスキー、党中央委員会書記のボリス・ポノマリョフ(Бори́с Пономарёв)、ソ連国家保安委員会議長のユーリイ・アンドローポフ(Ю́рий Андро́пов)、ウクライナ共産党中央委員会第一書記のミコラ・ピドホルヌイー(Микола Підгорний)とペトロ・シェレスト(Петро́ Ше́лест)が会議に参加し、8月には外務大臣のアンドレイ・グロムイコ(Андре́й Громы́ко)も会議に加わった。8月17日、ソ連共産党中央委員会政治局は、8月20日にチェコスロヴァキアに軍事侵攻する計画案を発表した。この日、政治局は「チェコスロヴァキア情勢の問題に関する決定」を採択した。政治局の委員たちは、「右翼勢力が反革命のクーデターを準備している」とし、「チェコスロヴァキアの社会主義を守り、軍によるチェコスロヴァキアの党と人民への共産支援を実施する」との趣旨を全会一致で決定した。
ソ連の指導部は、1956年のハンガリー動乱を鎮圧したことにより、全ての社会主義国を落ち着かせた、と信じていた。チェコスロヴァキア共産党の指導部は、外交政策に関して極めて慎重に行動し、社会主義陣営における外交上の孤立から抜け出すために、ルーマニアやユーゴスラヴィアに接近したが、これが実現したのは1968年の8月になってからであった。ソ連共産党中央委員会政治局は、ハンガリー動乱の時と異なり、慎重に行動した。当時、約20万人の規模であったチェコスロヴァキアの軍隊を無力化させる必要があった。1968年8月17日、ソ連の外交官、シュチェパン・ヴァシーリエヴィチ・チェルヴォニェンコは、チェコスロヴァキア大統領、ルドヴィーク・スヴォボダ(Ludvík Svoboda)と会談し、ワルシャワ条約機構加盟国の首脳たちからの書簡を手渡した。8月18日、ハンガリーのカーダール・ヤーノシュは、モスクワで開かれた非公開の会議の場で、「必要な決定を下すのは我々の課題だ」と発言した。軍事作戦の準備については、ソ連内務省統合軍司令官でソ連邦元帥のイヴァン・ヤクボフスキーが担当した。陸軍大将のイヴァン・グリゴーリエヴィチ・パヴロフスキーが、「ドナウ作戦」(Oпера́ция «Дуна́й»)の司令官に任命された。
ブルガリアの歴史家、ドラゴーミル・ドラガーノフは、「チェコスロヴァキアに対する軍事力の行使を提案した最初の人物はトドル・ジフコフである」と主張している。
1992年7月、ロシアの特命全権公使は、二通の書簡の複写をヴァーツラフ・ハヴェル(Václav Havel)に届けた。この書簡は、アレクサンデル・ドゥプチェク率いる「プラハの春」の改革運動に反対するチェコスロヴァキア共産党の党員たちが、レオニード・ブレジネフに宛てて書いたものである。この書簡は、1968年8月3日に行われたワルシャワ条約機構加盟国の会合中、ブレジネフに秘かに手渡されたという。この書簡に署名したのは、アロイス・インドラ、ドラホミル・コルデル、アントニーン・カペック、オルドジフ・シュヴェストカ、ヴァスィル・ビリャーク(Vasil Bilak)の五名で、書簡では「我が国における社会主義の存在が脅威に晒されています」「ソ連の共産主義者の同志の皆様に、あらゆる手段による支援を要請致します。皆様の御支援があってこそ、チェコスロヴァキア社会主義共和国を差し迫った反革命の危機から救い出すことができるのです」と書かれた。なお、アレクサンデル・ドゥプチェクは、この書簡の存在およびブレジネフがこの書簡を受け取った事実を知らなかった。1968年7月29日から8月1日にかけて行われたチエルナ・ナト・ティソウでの会談では、ドラホミル・コルデル、ヴァスィル・ビリャーク、オルドジフ・シュヴェストカの三人がソ連側に同調する姿勢を見せた。また、この書簡を渡したチェコ共和国共産党員たちからの要請を受けて、レオニード・ブレジネフは、東ドイツに対して軍事侵攻に参加しないよう伝えた。チェコスロヴァキアとの国境には東ドイツ軍の二個師団が待機していたが、彼らは「国境を超えないように」との命令を受けた。「東ドイツは侵攻に参加しない」との決定には、ドイツ社会主義統一党の指導者であるヴァルター・ウルブリヒトは関与していない。東ドイツの生まれであるアンゲラ・メルケル(Angela Merkel)は、東ドイツがチェコスロヴァキアへの軍事侵攻を手伝った、と考えており、2008年に詫言を表明した。
1968年8月18日、ソ連、東ドイツ、ポーランド、ブルガリア、ハンガリーの首脳会議がモスクワで開催された。チェコ共和国共産党内にいる「健全な勢力」（8月3日にブレジネフに手渡された書簡に署名した五人を指す）によるソ連に対する支援の要請を含めて、「適切な措置を取る」ことで合意された。会議の参加者を代表してルドヴィーク・スヴォボダに宛てた伝達の中で、チェコ共和国共産党中央委員会常任幹部会の「大多数」およびチェコスロヴァキア政府の大勢の人物から、チェコスロヴァキア国民に対する軍事支援の要請を受け取った趣旨が記述された。会議に参加した首脳たちは、ワルシャワ条約機構の軍隊によるチェコスロヴァキアへの侵攻を実行に移すことに合意した。
チェコスロヴァキアを占領したのち、ソ連率いる連合軍は「革命的な労農政府を樹立する」との計画を立てていたが、これは最終的に失敗に終わることとなった。ソ連国家保安委員会議長、ユーリイ・アンドローポフは、1968年7月24日付のソ連共産党中央委員会に宛てた覚書の中で、チェコスロヴァキアでの出来事に関する7月の中央委員会本会議の決定に対するソ連国民の反応について報告した。アンドローポフは、「チェコスロヴァキアの現在の状況は、反社会主義勢力と労働者階級の戦いである。これには人民民兵の即時関与、場合によっては、労働者の革命的別動隊の創設が必要だ」と記述した。
チェコ共和国共産党の指導部は、チエルナ・ナト・ティソウでの首脳会談を経て状況は沈静化し、ソ連とその同盟国は攻めてくることはないだろう、と考えていた。費用がかかるだけでなく、この年の11月に開催予定の世界共産主義会議に対して重大な政治的影響を与える、と考えていた。アレクサンデル・ドゥプチェクは、国家権力の強化に失敗した。彼は、自身の改革案に公然と反対する人物を党内の重要な役職から外そうとはしなかった。
侵攻後の1970年、チェコ共和国共産党中央委員会は、ドゥプチェクによる改革案について「無効」と宣言した。

## 軍事侵攻

### 1968年8月20日 - 8月21日
1968年8月19日午後10時、アレクサンデル・ドゥプチェクは、ソ連の外交官、シュチェパン・チェルヴォネンコから書簡を受け取った。その書簡は、ソ連共産党中央委員会政治局からのものであった。書簡を読んだドゥプチェクによれば、「軍事介入の可能性を示唆するような内容ではなかった」という。1968年8月20日午後2時、チェコ共和国共産党中央委員会常任幹部会の会議が始まった。この日、親ソ連派の人物が会議を妨害し、議題を変更し、ドゥプチェクへの反対票を投じさせ、外国軍の「招待」につながる危機を惹き起こそうと目論んでいた。9月に開催するチェコ共和国共産党第14回党大会に向けての準備について話し合いが行われる予定であった。午後8時頃、ドゥプチェクは会議を一時的に中断し、翌日までの延期を提案した。ドゥプチェクの反対派はこれに同意せず、さらなる交渉を強行しようとした。午後11時半、国防大臣のマルティン・ズール(Martin Dzúr)から連絡が届いた。午後11時40分頃、首相のオルドジフ・チェルニーク(Oldřich Černík)は、その場にいた者たちに向けて、以下のように告げた。
「ワルシャワ条約機構の五カ国の軍隊が、国境を越えてやってきました。彼らは我が国を占領しています」
レオニード・ブレジネフに書簡を送った者たちも含めて、その場に同席していたほぼ全員が、この報告に対して酷く驚いた。議論が紛乱したのち、ドゥプチェクは議場に上がり、以下のように宣言した。
「現在、この国で進行しつつある事態については、首相、国民議会議長、大統領、そして、チェコ共和国共産党中央委員会第一書記のあずかり知らぬところで起こりました」
ドゥプチェクは、シュチェパン・チェルヴォネンコから受け取った書簡について言及したのち、大統領のルドヴィーク・スヴォボダ、国防大臣のマルティン・ズール、内務大臣のヨゼフ・パヴェルを会議に召喚した。チェルニークは、自国が外国の軍隊に侵攻されている事態をスヴォボダに告げた。午後11時、チェルヴォネンコはスヴォボダの元を訪れ、ワルシャワ条約機構加盟国による連合軍がチェコスロヴァキアの国境を越えて進軍した趣旨を伝えた。スヴォボダはチェルヴォネンコから「『翌朝の6時までにはチェコスロヴァキアは占領されるだろう』と告げられた」「流血の事態を防ぐためにも、あらゆる措置を講じねばなりません」と述べた。しばしの沈黙ののち、国民議会議長のヨゼフ・スムルコフスキー(Josef Smrkovský)がドゥプチェクに対して「国民に何と伝えましょうか？」と尋ねた。ドゥプチェクは、偽情報の拡散を防ぐため、政府による発令を実施する趣旨を提案した。8月21日、チェコ共和国共産党中央委員会常任幹部会は、「Všemu lidu Československé socialistické republiky」（「チェコスロヴァキア社会主義共和国の全国民の皆様へ」）と題した声明書を発表した。この声明書には、共和国の全国民に対し、「冷静さを保ち、進軍してくる軍隊に対して抵抗しないように」と呼びかけたうえで、ソ連による軍事侵攻について、「社会主義国家間の関係のあらゆる原則に反するのみならず、国際法の基本的な基準にも違反するものです」と明記している。スロヴァキアの歴史家、ミハル・シュチェファンスキー(Michal Štefanský)によれば、この軍事介入は「チェコスロヴァキア共産党指導部内部の、いわゆる『健全な中核派』の動きと歩調を合わせていた」という。チェコ出身のドイツ人の歴史家、ヤン・パウワー(Jan Pauer)によれば、この軍事介入は、チェコ共和国共産党内の親ソ連派による支援を受けて、ソ連によるチェコスロヴァキアの支配を再確立することが目的であり、他の政治的目標については追求されなかったという。チェコ共和国共産党の指導部は、軍事侵攻が始まった数時間後に無線放送を実施し、「これは軍事占領であり、国際法違反である」との声明を発表した。会議では軍事侵攻を非難する常任幹部会による声明に対し、7人が賛成票を投じ、4人が反対した。

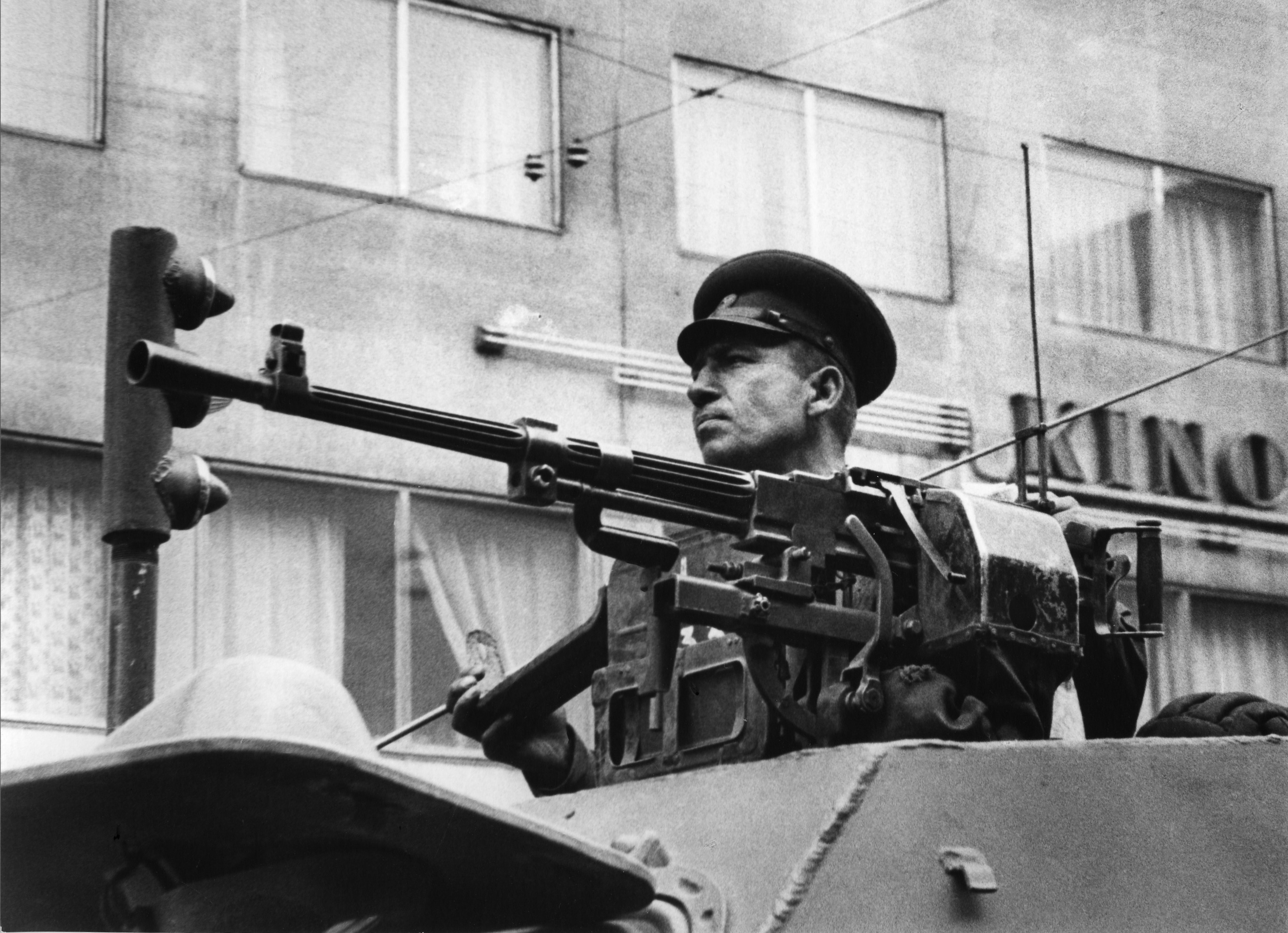
1968年8月21日、プラハの街中を進軍するソ連の「BRDM-1」

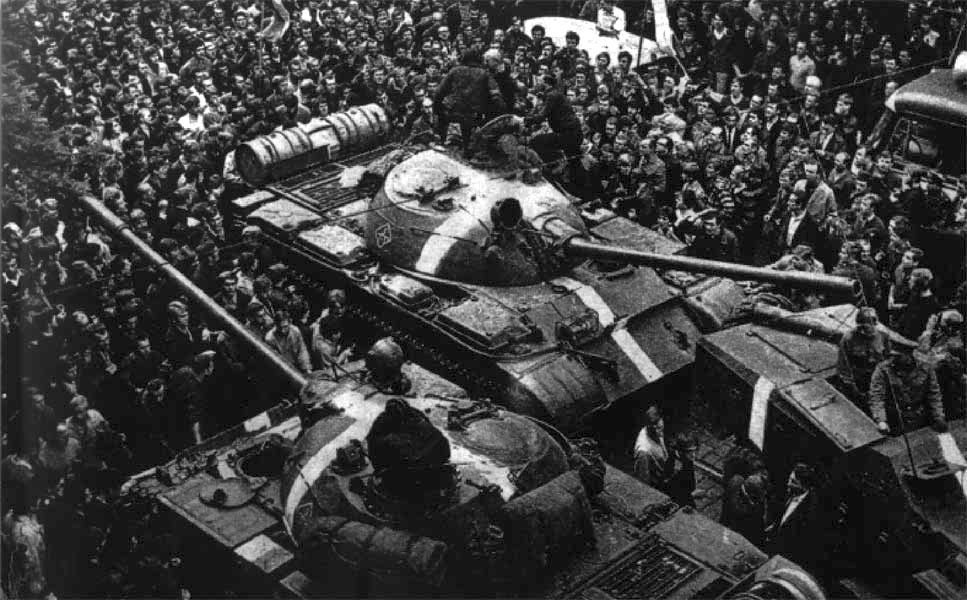
敵味方識別用の白線が描かれたT-55戦車やBTR-40装甲車などを取り囲む抗議者の群衆

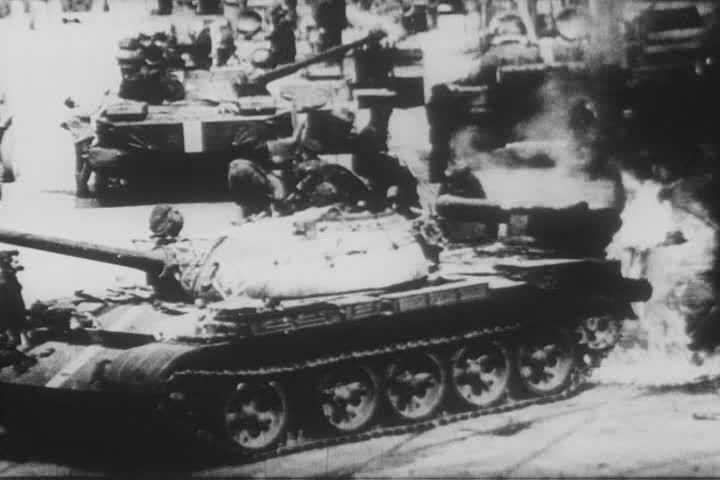
ソ連軍の戦車が発火する

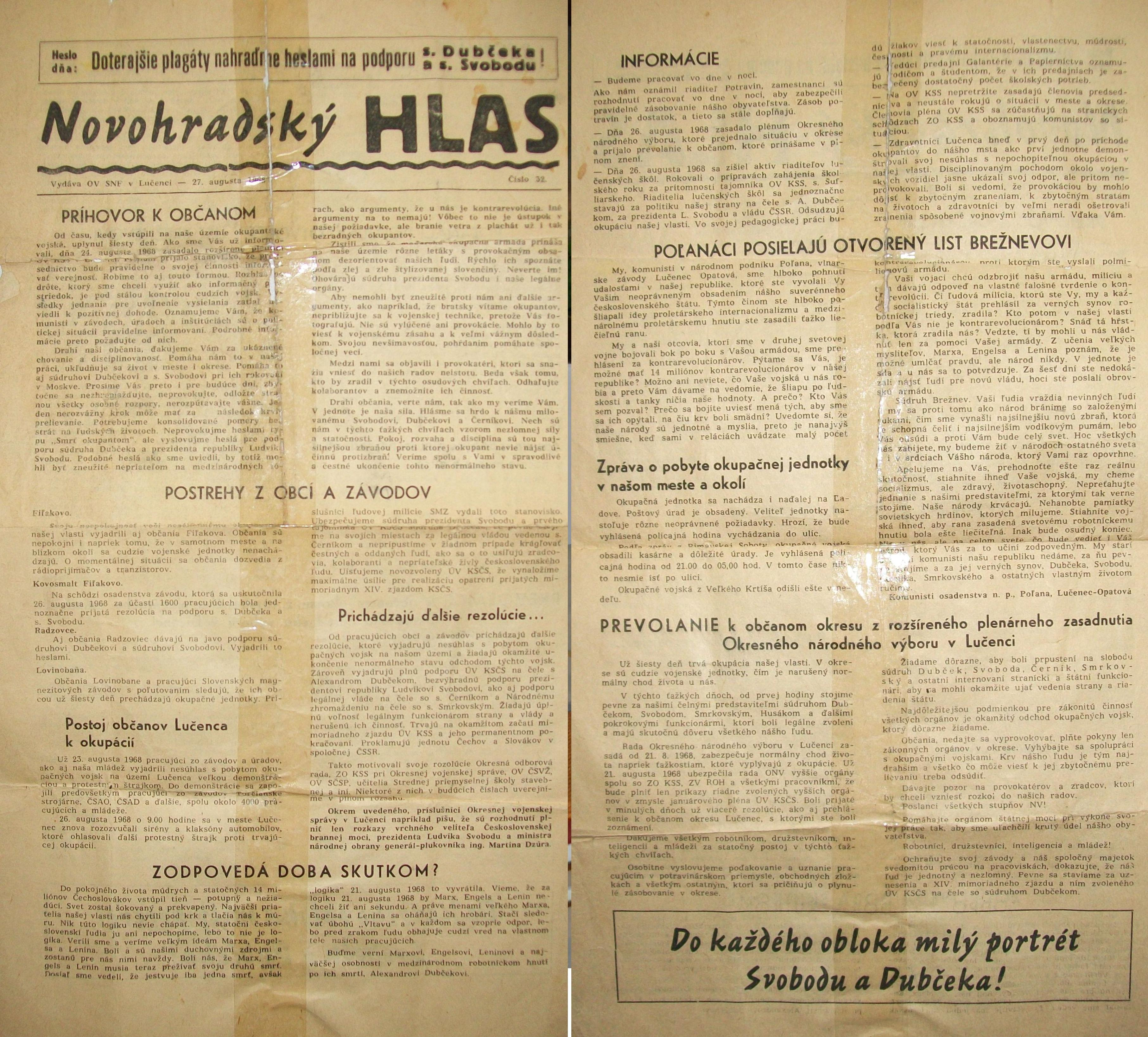
1968年8月、ウーチェニェツの上空を飛ぶ飛行機から投下された、チェコスロヴァキアへの軍事侵攻を非難する内容の小冊子

チェコスロヴァキアへの軍事侵攻の司令官に任命されたのは、陸軍大将のイヴァン・パヴロフスキーであった。本来はイヴァン・ヤクボフスキーが連合軍の司令官になる予定であった。作戦開始は8月21日午前0時の予定であった。予定時刻になるとともに、作戦が開始された。国防大臣のアンドレイ・グレチコ(Андре́й Гре́чко)がパヴロフスキーに電話をかけ、「先ほど、私はマルティン・ズールと話をした。もしもチェコ人が、 -神が禁じているように- 、我が国の軍隊に対し、チェコスロヴァキアの軍隊から銃弾が一発でも発射されるようなことがあれば、悲惨な結末を迎える可能性がある、と警告した。 私はチェコスロヴァキアの軍隊に対し、『我々に抵抗しないように。どこにも進軍せず、発砲もしないように』との命令を下すよう頼んだ」と告げた。
レオニード・ブレジネフはリンドン・B・ジョンソン(Lyndon B. Johnson)に対し、外交官を通して、「チェコスロヴァキア政府が、ソ連を含む同盟国に対して軍事支援を要請している」と伝えた。介入軍司令部は占領開始と同時に「チェコスロヴァキアの党と国家の代表者から、私たちに宛てられた支援要請に応じて参上した」と書かれた小冊子をばらまいた。その日の夜遅く、ソ連のタス通信も同じ内容の声明を発表した。軍事侵攻の前夜、ブレジネフはルドヴィーク・スヴォボダに電話をかけ、NATOの軍隊による介入を惹き起こすような事態にならないよう求めていた。
この作戦の政治目的は、チェコスロヴァキアの政治指導者を変え、ソ連に忠実な政権を樹立することにあった。『健全な勢力』の一派が、8月20日の会議に出席していた委員たちを分裂させ、ドゥプチェクとその仲間に対する不信任投票を行い、国家権力を掌握し、同時に、チェコスロヴァキアの社会主義を救う目的で進入してきた兄弟国による軍事介入を歓迎する声明を発表する手筈であった。
8月21日午前1時55分、チェコスロヴァキアの無線局のアナウンサー、ヴラディミール・フィッシェルが、ソ連率いるワルシャワ条約機構の連合軍が国境を越えて侵入してきた趣旨を告げ、チェコ共和国共産党中央委員会常任幹部会が作成した声明書の内容を読み上げた。
チェコスロヴァキア国民の大多数は面食らって驚き、連合軍の進入を強く非難した。国民の多くは、占領軍の襲来に対し、敵意をもって応対した。チェコの学生たちは、共産主義の標語「ソ連とともにある」を「ソ連とは二度と一緒にいたくない」と書き換えた横断幕を掲げて、プラハの街を行進した。占領者の到着を喜んで歓迎したのはほんの一握りの人間だけであった。チェコスロヴァキア国内の多くの場所で、非武装の国民がソ連軍の戦車の前に自発的に立ち塞がった。彼らは道路標識や道路の名前を撤去、あるいは破壊することで、ソ連軍の進軍を防ごうしたり、遅らせようとした。チェコスロヴァキア人たちは地図を店内に隠し、ソ連側は第二次世界大戦中の地図しか持っていなかった。道路標識を撤去したうえで、行き先がモスクワへの方向を指し示す新しい板を見せ付ける住民も出た。親ソ連派の政治家たちはソ連大使館に避難したが、新たな政府の樹立と中央委員会本会議の開催はできなかった。チェコの報道機関は、彼らを「裏切り者」と宣言した。占領軍は、いたるところで地元住民のささやかな抵抗に遭った。チェコスロヴァキア人は、ソ連軍への食べ物、飲み物、燃料の提供を拒否し、軍隊の前進を妨害するために道路標識を変更し、道路に障害物を設置し、街頭に出て、チェコスロヴァキアで起こっている出来事の本質を兵士たちに説明しようとした。ネオ＝マルクス主義の哲学者、イヴァン・スヴィタークは、ソ連が「プラハの春」を軍事力でもって鎮圧しようとするだろう、と考えていた。スヴィタークは、ソ連に対する武力抵抗を自国民に呼びかけた。プラハにある建物の壁には、以下の言葉が書き殴られていた。「レーニンよ、起きろ！ブレジネフが発狂しやがった！」
プラハだけでなく、ブラティスラヴァ、ブルノ、その他の都市でも、連合軍の戦車や兵士は、抗議者の群衆に囲まれた。占領軍は群衆を解散させることはできず、解散させる権利も理由もなかった。占領軍は、「友人を助けるために」やって来たのである。イヴァン・パヴロフスキーは、「正直に言うなら、我々に対するチェコの国民の態度は、友好的とは呼べないものでした。我々の軍隊はプラハを解放し、チェコスロヴァキアの軍隊とともにナチスとの戦いに参加した、と考えていましたが、すべてのチェコ人は私たちに対して不快感を露わにしていました」と述懐している。「友軍」の兵士たちはチェコスロヴァキア国民からの支持を得ることはできなかった。多くの場所でチェコスロヴァキアの国旗が掲げられ、ソ連軍の撤退を要求する看板や横断幕が数多く現れた。その後、占領軍の兵士たちは、抗議者の群衆に向けて発砲し、死傷者が出始めた。
8月21日午前4時30分、チェコ共和国共産党中央委員会の建物は、ソ連軍の装甲車両や戦車に包囲され、ソ連の空挺部隊の分遣隊が建物に闖入した。アレクサンデル・ドゥプチェクは、КГБの職員に付き添われて執務室に入ってきたチェコスロヴァキア国家保安局の職員から「インドラ同志率いる革命労農政府の名において、あなたを逮捕します」と告げられ、逮捕された。彼らはドゥプチェクに対し、「あなたは2時間以内に革命法廷に連行されるでしょう」と附言した。午前9時、アロイス・インドラは「革命法廷」を代表する形で、アレクサンデル・ドゥプチェクとその仲間たちが逮捕された趣旨を発表した。午前10時、アレクサンデル・ドゥプチェク、オルドジフ・チェルニーク、ヨゼフ・スムルコフスキー、ヨゼフ・シュパチェック、ボフミル・シモン、フランティシェク・クリーグルが、КГБの職員とチェコスロヴァキア国家保安局の職員の手で共産党中央委員会の建物から連行されていった。彼らの逮捕には、チェコスロヴァキアの内務副大臣、ヴィリャム・シャルゴヴィーチが一枚噛んでいた。シャルゴヴィーチはКГБと内応しており、ドゥプチェクの改革案を潰すための工作活動に従事していた。シャルゴヴィーチは、チェコスロヴァキアの国民から「祖国の裏切り者」と呼ばれ、恨みを買うことになった。国防大臣のマルティン・ズールは「占領軍に抵抗しないように」との命令を出したが、これにはシャルゴヴィーチが関与していた。のちに、反逆罪に問われる可能性を恐れたシャルゴヴィーチは、1990年2月6日、自宅の地下室で首を括って自殺した。
逮捕されたドゥプチェクたちは、ソ連の装甲兵員輸送車で飛行場へ向かい、その後、航空機に乗せられてソ連へ連行されていった。チェコの内務省の建物は、КГБ第七総局の長官、ゲンナジー・ザイツェフ(Геннадий Зайцев)が指揮する軍人の集団に占領された。チェコスロヴァキア国民は、占領軍の撤退およびソ連に連行されていったドゥプチェクの帰国を要求した。
1968年8月22日の朝、レオニード・ブレジネフは、逮捕されたドゥプチェクとその仲間たちの身柄について、ウクライナへ移送するよう指示を出した。ソ連邦ウクライナ共和国国家保安委員会の議長、ヴィタリイ・ニキチェンコ は、ユーリイ・アンドローポフから「ドゥプチェクたちを保護し、食べ物を与えるように」との指示を受けていた。ニキチェンコは、ドゥプチェクたちの移送場所について、ウクライナ共産党第一書記のペトロ・シェレストに相談した。シェレストは、ウジュホロド(Ужгород)の近郊の山中にある別荘を薦めた。
ソ連国家保安委員会第一総局（対外諜報部門）の大佐、オレグ・ゴルジイェフスキーによれば、ソ連共産党中央委員会政治局は8月22日の夕方に方針を変更し、「革命政府を樹立する」筋書きの放棄を決定したという。
ソ連率いる連合軍の侵攻により、当初は「108人が死亡した」と発表されたが、チェコの歴史家、プロコップ・トメックとイヴォ・ペイチョフは「137人」に修正した。プロコップ・トメックによれば、ソ連軍は、侵略の初日だけで50人を射殺したという。犠牲となったチェコスロヴァキア人は、ソ連兵に銃で撃たれたり、軍用車両や戦車に轢かれた。

## モスクワ協定への署名
1968年8月22日、チェコスロヴァキア共産党中央委員会第14回党大会が急遽開催された。この党大会では、ソ連軍の侵攻を非難し、占領軍の国外退去および逮捕された国の指導者の帰国を要求するとともに、ドゥプチェクによる改革案を中断せざるを得なくなったことに対する不本意が表明された。なお、アロイス・インドラが結成した革命労農政府について、ルドヴィーク・スヴォボダは承認しなかった。1968年8月23日、ルドヴィーク・スヴォボダはモスクワへ向かった。アレクシイ・コスギン(Алексей Косыгин)が、ヴヌーカヴァ国際空港でスヴォボダを出迎えた。グスターフ・フサーク(Gustáv Husák)、マルティン・ズール、ヴァスィル・ビリャーク(Vasil Bilak)、アロイス・インドラも付き従い、モスクワに到着した。1968年8月23日から8月27日にかけて、クレムリンで交渉が行われた。チェコスロヴァキアの代表団は、ルドヴィーク・スヴォボダ、アレクサンデル・ドゥプチェク、ヨゼフ・スムルコフスキー、オルドジフ・チェルニーク、ヴァスィル・ビリャーク、フランティシェク・バルビーレック、ヤン・ピレール、エミール・リゴ、ヨゼフ・シュパチェック、オルドジフ・シュヴェストカ、ミロシュ・ヤケーシュ、ヨゼフ・レナールト、ボフミル・シモン、グスターフ・フサーク、アロイス・インドラ、ズデニェック・ムリナーシュ(Zdeněk Mlynář)、ボフスラフ・クチェラ、ヴラディミール・コウツキーが出席した。ソ連の代表団は、レオニード・ブレジネフ、アレクシイ・コスイギン、ミコラ・ピドホルヌイー、ゲンナジー・ヴォロノフ(Генна́дий Во́ронов)、アンドレイ・キリレンコ(Андре́й Кириле́нко)、コンスタンチン・カトシェフ、ドミートリー・ポリャンスキー(Дми́трий Поля́нский)、ミハイル・スースロフ、アレクサンドル・シェレーピン(Алекса́ндр Шеле́пин)、ボリス・ポノマリョフ、アンドレイ・グレチコ、アンドレイ・グロムイコが出席した。ルドヴィーク・スヴォボダは、囚われの身となったドゥプチェクらの釈放を要求した。スヴォボダは占領軍を撤退させようとしたが、抑留された政治家を解放するにあたり、チェコスロヴァキアの事実上の降伏を意味するモスクワ協定に署名することとなった。この協定により、ソ連軍の駐留が合法化し、チェコスロヴァキアはソ連に服従する形となった。チェコスロヴァキアの代表団は、「社会主義からの逸脱の脅威」が無くなるまで、ソ連軍の駐留に同意せざるを得なくなった。モスクワ協定は、チェコスロヴァキアにおける「正常化」の始まりを意味した。ポーランド、ブルガリア、ハンガリーの軍隊は、1968年11月までにチェコスロヴァキアの領土から去ったが、ソ連軍は1991年まで残った。占領軍を撤退させる最後の機会は、連合国に中立宣言を求めることであったが、1968年8月27日、ソ連は連合国安全保障理事会に対し、「これ以上の介入交渉は無意味である」と通告した。

## 「正常化」
1968年9月13日、 チェコスロヴァキアの議会は、集会実施の権利の制限、報道規制、検閲の導入を発表した。10月16日、アレクサンデル・ドゥプチェク、グスターフ・フサーク、オルドジフ・チェルニークは、チェコスロヴァキアの領土内におけるソ連軍の駐留に関する協定に署名した。10月18日、チェコスロヴァキア議会は、ワルシャワ条約機構軍によるチェコスロヴァキア内の領土への一時的な駐留に関する協定への署名を可決した。1969年4月17日、チェコ共和国共産党中央委員会の会議にて、アレクサンデル・ドゥプチェクはチェコスロヴァキア第一書記を辞任し、その後任としてグスターフ・フサークが選出された。
1968年8月27日、チェコスロヴァキアの外務大臣、イジー・ハーイェク(Jiří Hájek)は、連合国安全保障理事会の議場で演説を行い、ソ連による侵攻と占領を非難した。1968年9月6日、モスクワ協定に署名しなかった唯一の人物であるフランティシェク・クリーグルは、チェコスロヴァキア国民戦線中央委員会委員長の役職を解任された。1968年10月18日、チェコスロヴァキア議会は、ソ連軍の駐留とその条件に関する条約を承認した。出席した議員242名のうち、228名が賛成票を投じ、10名が棄権し、フランティシェク・クリーグル、フランティシェク・ヴォトソーニュ、ボジェナ・フコヴァ、ゲルトルーダ・セカニノヴァ＝チャクルトヴァの4名が反対票を投じた。
1968年10月28日、チェコスロヴァキアの各都市にて、正常化の推進に反対する学生の抗議運動が起こった。10月30日、ブラティスラヴァ城にて、ルドヴィーク・スヴォボダ、ヨゼフ・スムルコフスキー、オルドジフ・チェルニークが、チェコスロヴァキア連邦化に関する憲法法令に署名した。11月4日、ブルガリア、ポーランド、ハンガリーの占領軍が、チェコスロヴァキアから離れた。11月7日、チェコスロヴァキアの各都市にて、数千人の市民が占領に抗議する示威運動を開始した。この抗議運動は、公安と人民民兵によって解散させられた。11月13日、レオニード・ブレジネフはポーランドで演説を行い、ソ連圏のどの国であれ、社会主義体制に対する脅威は他のすべての社会主義国家にとっても同じ問題である、と宣言した。
1970年1月5日、チェコ共和国共産党中央委員会常任幹部会は、チェコ共和国共産党の党員証の交換について協議を実施した。ヴァスィル・ビリャークとルボミール・シュトロウガルは、ドゥプチェクに対し、「党指導部の地位から去らなければ、党から除名する」と迫った。
1970年1月19日、チェコ共和国共産党中央委員会常任幹部会は、チェコ共和国共産党の党員証の交換に関する文書の草案を承認した。これにより、党内から「修正主義者や右翼日和見主義的要素が見られる人物」を一掃できるようになった。その後、50万人の共産党員が粛清・追放された。
1970年5月29日、チェコ共和国の議会は、チェコスロヴァキアとソ連の間に締結された友好・協力・相互扶助の条約を採択した。
1969年9月24日、チェコ共和国共産党中央委員会は、アレクサンデル・ドゥプチェクを連邦議会議長の役職から解任し、駐トルコ大使に任命することを決定した。1969年12月16日、ドゥプチェクは駐トルコのチェコスロヴァキア大使に任命されたが、1970年6月24日、ドゥプチェクは大使を解任され、その2日後の6月26日、党からも除名された。
1970年12月10日から12月11日にかけて、チェコ共和国共産党中央委員会は、プラハの春に対する非難決議を発表し、「第13回共産党大会後の党と社会の危機的展開から得られた教訓」と題した文書を採択した。これはチェコスロヴァキアにおける「正常化体制」の始まりと見られている。
アレクサンデル・ドゥプチェクは、のちに出版した回顧録『Nádej zomiera posledná』（『希望は決して死なない』）の中で、「私からすれば、あれは曲がりなりにも系統立った撤退であり、抵抗無しに領土が放棄されることはなかった。1969年4月にフサークが党の新たな第一書記に任命されるまで、粛清、逮捕、迫害は起こらなかったのだ」と書き残しているが、ドゥプチェクはソ連軍の駐留に関する条約に賛成票を投じた。彼は影響力、地位、信用までも失いつつあった。1969年8月18日から8月22日にかけて、チェコスロヴァキアの各都市にて、大規模な抗議運動が展開された。1969年8月22日、彼は連邦議会議長として、ソ連軍による占領を非難する抗議運動を処罰できる「Obuškový Zákon」（「警棒法」）にも署名した。この法律によって、国とその指導者に対する無許可の抗議運動、扇動、名誉毀損が発覚した場合、罰金刑を支払うか、投獄される可能性があった。職場の雇用主は、「社会主義的社会秩序に違反した者」を解雇できるようになった。
ドゥプチェクの後任として党中央委員会第一書記に就任したグスターフ・フサークは、ドゥプチェクが実施しようとした改革の大部分を中止し、党内の自由主義の議員たちを「一掃」し、プラハの春の改革を支持したり、正常化体制に賛同を示さなかった専門家や精鋭を指導的地位から解任した。フサークは、警察当局の影響力や他の社会主義国家との強い絆を回復するために尽力した。彼はまた、経済管理について再び中央集権化に戻した。
作家のエレナ・ラピンは、正常化について「国家に対する強姦であり、言論の自由の抑圧」と表現した。

## 国外の反応

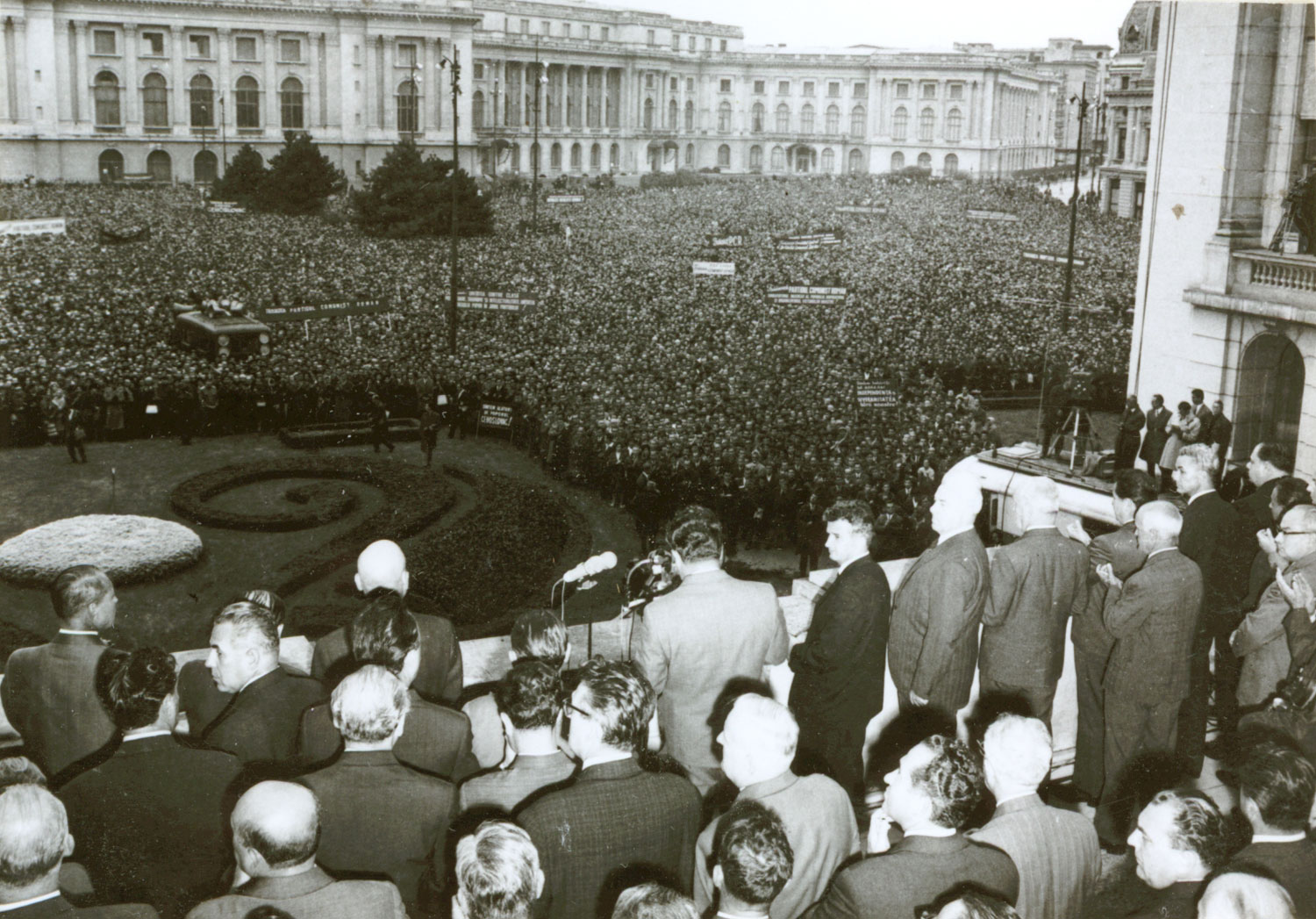
1968年8月21日、ルーマニアで開催された、ソ連によるチェコスロヴァキアへの軍事侵攻を非難する国民集会

1968年8月21日から8月24日にかけて、連合国安全保障理事会が開催された。ソ連大使のヤーコフ・マーリク(Я́ков Ма́лик)は、「チェコスロヴァキアでは特別な事態など進行しておらず、全てはいつも通りだ」と述べた。マーリクは、「革命労農政府の指導者からの招待を受けて参上した」と発言した。それがたわごとであることが判明すると、彼は「1956年のハンガリーの時のような内戦があったのだ」と発言した。8月24日、チェコスロヴァキアの外務大臣、イジー・ハーイェクは演説を行い、ソ連による侵攻と占領について「いかなる形でも正当化はできない武力行使であり、ソ連の大使が主張したようないかなる招待も存在しない」と述べた。
アメリカとイギリスはソ連による軍事侵攻を非難する決議案を作成し、提出した。この決議案に対し、10カ国が賛成し、三カ国（インド、パキスタン、アルジェリア）が棄権し、ソ連とハンガリーが反対した。ヤーコフ・マーリクはこの決議案の採択に対して拒否権を発動し、侵略を非難する決議案が採択されることはなかった。
この軍事侵攻に対し、中華人民共和国はソ連に抗議した。とくに、毛沢東はソ連を強く非難し、中国共産党の党大会で「ソ連との『避けられない』対立に備える必要がある」と発言した。イタリア、フランス、フィンランドの共産党はソ連による軍事侵攻を非難した一方で、ポルトガル共産党書記長のアルヴァロ・クニャル(Álvaro Cunhal)はソ連を支持した。キューバのフィデル・カストロ(Fidel Castro)もソ連を支持し、軍隊の派遣さえ申し出た。北朝鮮、北ヴェトナム、モンゴル人民共和国もソ連への支持を表明した。リンドン・B・ジョンソンがソ連を訪問する予定であったが、これは中止となり、戦略核兵器の制限に関する協議も中止となった。
ユーゴスラヴィアとルーマニアは、チェコスロヴァキアに対して同情的な反応を見せ、ルーマニア、ユーゴスラヴィア、チェコスロヴァキアの間で、特別な関係が構築され始めた。ソ連から独立したいという共通の想いが、この同盟の締結に繋がった。1968年8月21日、ルーマニアの首都・ブクレシュティ(București)にて国民集会が開催された。この集会に出席したルーマニア共産党書記長のニコラエ・チャウシェスク(Nicolae Ceaușescu)は演説を行い、「チェコスロヴァキアへの侵攻は甚だしい間違いであり、ヨーロッパの平和と社会主義の運命に対する重大な脅威であり、革命運動の歴史において恥ずべき汚点を残した」「兄弟国の内政への軍事介入は到底許されるものではないし、正当化もできない。それぞれの国において、社会主義をどのようにして構築すべきか、部外者にはそれをとやかく言う権利は無いのだ」と述べ、強い調子でソ連を非難した。チェコスロヴァキアへの軍事侵攻を受けて、ルーマニアとユーゴスラヴィアは自国の防衛を強化する措置を講じた。ルーマニアは「ルーマニアの領土内で軍事演習を実施する」というソ連の圧力に抵抗し、撥無に成功した。ルーマニアとアルバニアは、この侵攻に対する軍隊の派遣を拒否した。1968年8月24日、ユーゴスラヴィアとルーマニアは、チェコスロヴァキアへの軍事侵攻を非難する共同宣言を正式に発表した。アルバニアは1968年9月13日にワルシャワ条約機構から離脱するに至った。日本は日米安全保障条約の延長に同意した。

## 占領軍の駐留と撤退
1968年10月16日、アレクサンデル・ドゥプチェク、グスターフ・フサーク、オルドジフ・チェルニークは、チェコスロヴァキアの領土内におけるソ連軍の駐留に関する協定に署名し、75000人のソ連兵が駐留することになった。チェコスロヴァキアの領土全体で、30を超える場所に個々の軍事部隊が配備された。ソ連からの要望で、ミロヴィツェからモスクワまで、特別列車が毎日運行されていた。占領軍の存在については、「チェコスロヴァキアにおける社会主義体制に対する新たな脅威と社会主義の共同体の国々の安全に対する脅威が去り次第、チェコスロヴァキアの領土から同盟軍の段階的撤退が行われる」ことが決まった。モスクワ協定の第5項には、「同盟国の軍隊およびその他の機関は、チェコスロヴァキアの内政には干渉しない。チェコスロヴァキアにおける社会主義の建設と社会主義共同体の安全に対する新たな脅威が消え次第、チェコスロヴァキアの領土から同盟軍の段階的撤退が実施されるであろう」と明記された。
1983年12月19日から12月22日にかけて、弾道ミサイルの「Темп-С」がチェコスロヴァキアに配備された。これには榴弾、化学弾頭、核弾頭も搭載できる。しかし、チェコスロヴァキアの軍隊は、ソ連軍の基地や駐屯地域への接近を許されておらず、核兵器の設置についても情報を知らされていなかった。
ソ連軍の人員と装備の削減は、1989年の初頭に始まった。これは1988年12月7日にソ連政府が下した決定に基づいて実施された。1989年12月3日、チェコスロヴァキア政府は「1968年の8月の侵攻は違法であり、二つの主権国家間における国際法違反の兆候が見られる」との声明を公式に発表した。それに伴い、「チェコスロヴァキアの領土からのソ連軍の段階的な撤退に関する交渉を開始する」とした。1990年2月26日、モスクワにて、チェコスロヴァキアの領土からのソ連軍の撤退に関する条約が結ばれ、イジー・ディーンズビーエル(Jiří Dienstbier)とエドゥアルド・シェワルナゼ(Эдуард Шеварднадзе)が署名した。シェワルナゼは、最初は軍隊の撤退を拒否していた。1989年12月20日に会談した際、シェヴァルナゼはソ連軍の撤退を拒否し、中央ヨーロッパにおける軍事的・政治的安定を維持するにあたり、軍隊が駐留する必要性について強調した。1990年2月26日から2月27日にかけて、モスクワにて、ヴァーツラフ・ハヴェル(Václav Havel)とミハイル・ゴルバチョフ(Михаил Горбачев)が会談を実施し、チェコスロヴァキアとソ連の関係に関する宣言と、チェコスロヴァキアからのソ連軍の撤退に関する合意がなされた。それに伴い、チェコスロヴァキア共和国国民議会の敷地内に、ソ連軍の撤退を監視するための議会委員会が設立され、その委員長はミハエル・コツアープが務めた。
1991年6月、73500人の兵士とその家族39000人、戦車1220両、歩兵戦闘車と装甲兵員輸送車2500両、航空機105機、ヘリコプター175機、95000トンの弾薬が、チェコスロヴァキアの領土から離れた。ミハエル・コツアープはソ連軍の迅速な撤退を強く主張し、ソ連とも交渉した。この交渉は緊迫した雰囲気の中で行われた。ソ連側の司令官、エドワールト・アルカジーエヴィチ・ヴォロディヨフはコツアープに対し、1991年6月までに軍隊を撤退させる趣旨を明言した。最初のソ連軍の撤退は1989年5月に始まったが、それは軍縮政策であり、ミハイル・ゴルバチョフが実施したペレストローイカ(Перестройка)の一環でしかなかった。
1991年6月21日、ソ連兵と軍事装備品を乗せた最後の鉄道輸送車が、チェコスロヴァキア連邦共和国の領土を離れた。6月27日、エドワールト・ヴォロディヨフがチェコスロヴァキアの領土から去り、チェコスロヴァキアの領土におけるソ連軍の23年間の「一時的」な駐留に終止符が打たれた。
連合軍の兵士たちは、自分たちが占領した地域で様々な品物を根こそぎ強奪していった。ソ連軍は、1969年1月1日から1991年6月21日にかけてチェコスロヴァキアに駐留した。その間に、267人のチェコスロヴァキア人がソ連兵に殺され、数千人が負傷した。さらに、ソ連兵は占領中に強姦事件を毎年起こした。同様の事例はルーマニアでも確認されており、1944年9月、ソ連がルーマニアを占領した初期の頃、ソ連軍の兵士によるルーマニア人女性への強姦が横行していた記録が残っている。

## 軍事侵攻の理由
モスクワのソ連共産党指導部は、チェコスロヴァキアの共産指導者たちがモスクワから独立した国内政策を追求した場合、ソ連がチェコスロヴァキアに対する支配力を失う可能性を恐れた。このような事態の展開は、東ヨーロッパにおける社会主義圏を、政治的にも軍事戦略的にも分裂させる恐れがあった。ソ連共産党指導部は、チェコスロヴァキアで起こりつつある変化について、社会主義およびワルシャワ条約機構にとって大いなる脅威である、と判断していた。チェコスロヴァキアがソ連の影響下から脱却した場合、ソ連の他の衛星国もこの流れに追随し、そうなれば、ソ連は「外堀」を失う危険性があった。西側諸国およびNATOがソ連に侵攻するとなれば、ポーランド、チェコスロヴァキア、東ドイツといったソ連の衛星国を通過する必要があり、「外堀」とはこれらの衛星国を意味した。チェコスロヴァキアが西側諸国で見られるような政策を実施し、NATOにも加盟した場合、チェコスロヴァキアの東部に核兵器（戦術および戦略）が配備される可能性が生じることになり、そのような事態はソ連にとって安全保障上の政治的脅威となりうるものであり、到底容認できる状況ではなかった。9月9日に実施される予定の党大会で、チェコスロヴァキア全土から代表者が集まり、特定の多数派が勝利する事態を想定したソ連は、何としてでもそのような事態を阻止せねばならず、成り行きに任せるわけにはいかなかった。1968年4月の時点で、ソ連は最後の手段として、チェコスロヴァキアへの軍事介入を計画していた。1968年4月12日、モスクワでは、「必要に応じて、作戦名『ドナウ作戦』を実行に移さねばならない」との決定が下された。ソ連の陸軍大将、アレクシイ・イェーピシェフは、「社会主義の大義に献身的なチェコスロヴァキアの共産主義の同志たちが、ソ連や他の社会主義国家に対し、社会主義を防衛するための支援を求めるつもりならば、ソ連軍にはその国家間の義務を果たす用意がある」と発言した。
ウクライナ共産党第一書記、ペトロ・シェレストは、軍事介入を積極的に支持した人物の一人であった。彼は、「チェコスロヴァキアは西ウクライナに反社会主義思想の毒を感染させる可能性がある」と発言した。
エドワード・ニコラエ・ルトワック(Edward Nicolae Luttwak)は、首都のプラハに真っ先に向かった点で、ソ連の進撃を評価している。ルトワックは、「国境を越えて徐々に国を占領していくよりはずっと良い」と述べた。チェコの歴史家、ダニエル・ポヴォルニイ(Daniel Povolný)は、「ソ連軍が簡単に侵攻できたのは、秘密機関が暗躍し、チェコスロヴァキア人民軍の動きを止めたおかげだ」と指摘した。ロシアの歴史家、ヴィークトル・イゾーノフ(Виктор Изонов)は、「西側の諜報機関は、『チェコスロヴァキアがワルシャワ条約機構から離脱しようとしなかったため、ソ連にはチェコスロヴァキアを攻める理由が無い』と判断した」「ソ連は軍事介入について長い間躊躇しており、最終決定を何度も先延ばしにしていた」という。ソ連にとって、軍事介入は最後の手段であった。ヴィークトル・イゾーノフは、「『ある国で見られる危険な状況は、近隣諸国にも連鎖反応を惹き起こす』とソ連は考えた」と述べ、軍事侵攻の基本的な理由を説明した。西側の諜報機関は、このことに考えが及ばなかった。エドワード・ルトワックは、「ソ連は常に何らかの軍事演習を実施することにより、西側の諜報機関を欺いた。軍事演習である以上、自国の戦車について疑われる理由があるか？ 西側には、軍事演習が侵略へと変わる瞬間が予測できなかったのだ」と述べた。
2022年2月24日、ロシアがウクライナに軍事侵攻を仕掛けた。この侵攻の前、ヴラジーミル・プーチン(Владимир Путин)は演説を行い、「『特別作戦』の目的は、8年に亘ってキエフにおける抑圧と大量虐殺の被害を被ってきた人々を保護することにある」「我々は、ウクライナの非軍事化および非ナチス化に向けて努力する」と表明した。エレナ・ラピンは、「『存在もしない脅威からの解放』というプーチンのウクライナ侵攻の扇動的な正当化は、1968年にブレジネフが書いた筋書きをそのまま引き継いだものだ」と書いた。
2023年8月、ソ連による侵略から55周年を迎え、記念式典がチェコ共和国で実施された。式典に出席したペトル・パヴェル(Petr Pavel)は、「1968年にチェコスロヴァキアで起こったことと同様の出来事が、ウクライナでも起こっている」「名前が変わっても、ロシアはソ連の頃から変わっていない」と述べた。

## ロシアの政治的立場
1993年、ボリス・エリツィンはプラハを訪問し、1968年8月の出来事について、「主権ある独立国家への攻撃であり、内政干渉として非難されなければならない」、「チェコスロヴァキアへの侵略は許されない行為だ」と述べた一方で、「その責任はソ連にあり、民主主義のロシアには責任は無い」と附言した。
2006年3月にチェコを訪問したヴラジーミル・プーチンは、「率直に申し上げるなら、ソ連は現在のロシアとは何の関係も無い」とした一方で、「ロシアにはいかなる法的な責任も無いが、道義的責任はあります」と述べた。これについて、チェコの複数の新聞は、1968年のソ連主導の侵攻について「プーチン大統領が謝罪した」と報じたが、実際には謝罪の言葉を述べたわけではない（「プーチンが謝罪した」という事実は無い）。1968年の出来事について、プーチンは「悲劇」という言葉で表現した。
ゴルバチョフ、エリツィン、プーチン、ソ連およびロシアの政治指導者たちの中で、侵攻に対して謝罪の言葉を述べた人物はいない。

## 追悼の日
2019年12月5日、チェコ共和国の議会は、8月21日を「チェコスロヴァキアへの侵攻とその後の占領で命を落とした犠牲者を追悼する日」と認定する法律案を承認した。

## 影響
プラハの春は、自由民主主義の波及をおそれるソ連とワルシャワ条約機構加盟諸国の軍事介入により阻止されたが、プラハの春の理念は、ソ連・東欧諸国の青年層に伝わり、1980年代末のペレストロイカ、グラスノスチ、東欧諸国の民主化革命を生み出していった。歴史学者オルドジフ・トゥーマは、プラハの春の遺産は、市民運動の高まりにあったとして、その後の民主化で党内改革よりも市民発の革命が世の中を変えたという。
2010年から2011年にかけて中東と北アフリカで起きた民主化運動のアラブの春は、プラハの春に因んで名づけられた。

### 文化的影響
作家のミラン・クンデラ(Milan Kundera)が1984年に発表した小説『Nesnesitelná lehkost bytí』（『存在の耐えられない軽さ』）は、プラハの春を題材にしている。これはフランス語と英語にも翻訳され、1988年には映画化された。ただし、クンデラは映画に対しては否定的で、「この映画は、小説における精神や登場人物とはほとんど無関係だ」と明言している。
ヴィークトル・スヴォーロフ(Ви́ктор Суво́ров)による1981年の著書『Освободитель』（『解放者』）は、ロシアの戦車司令官から見たチェコスロヴァキアへの侵攻の目撃証言である。
チェコ生まれの劇作家、トム・ストッパード(Tom Stoppard)は、舞台演劇『Rock 'n' Roll』の脚本を書き、その中で、1968年から1989年にかけてチェコスロヴァキアで起こった出来事に言及している。
アイス・ホッケーの選手、ヤロミル・ヤグル(Jaromir Jagr)は、祖国への誇りを込めて、背番号「68」のユニフォームを着用している。

## 関連作品
著書
- 堀田善衛『小国の運命・大国の運命』（筑摩書房、1969年）
- 藤村信『プラハの春 モスクワの冬―パリ通信』（岩波書店、1975年）
- ミラン・クンデラ『存在の耐えられない軽さ』（小説）
- ピーター・シス 自伝的絵本『かべ　鉄のカーテンの向こうに育って』（BL出版）
- 春江一也『プラハの春』（集英社、1997年／集英社文庫、2000年）
- ヨゼフ・コウデルカ『プラハ侵攻』（写真集、2011年）
  - 『ジョセフ・クーデルカ　プラハ侵攻　1968』(阿部賢一訳、平凡社、2011年)

映画
- コスタ＝ガヴラス『告白』（1970年）
- フィリップ・カウフマン『存在の耐えられない軽さ』（1988年）
- フィリプ・レンチ『プラハ!』（2001年）

音楽
- カレル・フサ『プラハのための音楽1968』（吹奏楽曲） - 指揮者ジョージ・セルの委嘱により、1969年に管弦楽版も制作された
- ジュリー・ドリスコールとブライアン・オーガー・アンド・ザ・トリニティー (Brian Auger & the Trinity)『チェコスロバキア』Czechoslovakia（アルバム『ストリート・ノイズ』Streetnoise，1969年に収録）

日本における舞台演劇には、宝塚歌劇団による「プラハの春」がある。

## 関連人物
- ヤン・パラフ
- アレクセイ・コスイギン
- cs:Ota Šik （オタ・シク）